# Moinești
Moinești es una ciudad con estatus de municipiu del distrito de Bacău en Rumania.
Según el censo de 2011, tiene 21 787 habitantes, mientras que en el censo de 2002 tenía 24 210 habitantes. La mayoría de la población es de etnia rumana (88,97 %), con una minoría de gitanos (5,08 %).
La mayoría de los habitantes son cristianos de la Iglesia Ortodoxa Rumana (87,03 %), con minorías de católicos latinos (4,86 %) y pentecostales (1,49 %).
El nombre de la ciudad deriva de la palabra rumana moină, que quiere decir "lluvia ligera". Moinești albergó alguna vez una numerosa comunidad judía. En 2001 obtuvo la categoría de municipiu.
Se ubica sobre la carretera 2G, unos 40 km al oeste de Bacău.

## Personas destacadas
- Tristan Tzara, fundador del dadaísmo.
- Moses Rosen
- Cristina Popescu
- Raluca Belciu